# Vocus Communications
Vocus Communications est une entreprise australienne de télécommunication.

## Histoire
En 2014 et 2015, Vocus acquiert Amcom pour 1,2 milliard de dollars, opération qui est durant un temps mis en compétition avec une offre de TPG Telecom sur M2Group.
En septembre 2015, Vocus annonce acquiert M2 Group pour 1,3 milliard de dollars américains,.
En juin 2016, Vocus annonce l'acquisition de Nextgen Networks pour 640 millions de dollars américains.